# Tête de veau et vinaigrette

Tête de veau et vinaigrette est une série de bande dessinée franco-belge humoristique créée dans le Journal de Spirou no 3093 par Ptiluc et Joan.

## Synopsis
Raconte les aventures d'aliments qui vivent dans un réfrigérateur.
L'histoire se passe dans un frigo où Vinaigrette est confrontée à une multitude d'aventures toutes aussi farfelues les unes que les autres.

## Publication

### Pré-publication
La série a été publiée dans le Journal de Spirou entre 1997 et 1998.

### Publication
Frigo, Tome 1 - Tête De Veau Et Vinaigrette Ptiluc et  Joan Les Humanoïdes associés, 2002.